# Hayley Peirsol
Hayley Peirsol (Irvine (Californië), 9 augustus, 1985) is een voormalige Amerikaanse zwemster die zwom voor de Auburn University in Alabama. Voordien zwom ze bij Irvine Novaquatics onder leiding van Brent Lorenzen. Daarnaast trainde ze ook bij Club Wolverine aan de University of Michigan onder leiding van Bob Bowman.
Zij is de zus van Aaron Peirsol, vijfvoudig olympisch zwemkampioen.

## Carrière
Bij haar internationale debuut, op de Pan Pacific kampioenschappen zwemmen 2002 in Yokohama, veroverde Peirsol de bronzeen medaille op de 800 meter vrije slag, op de 400 meter vrije slag werd ze uitgeschakeld in de series.
Tijdens de wereldkampioenschappen zwemmen 2003 in Barcelona sleepte de Amerikaanse de zilveren medaille in de wacht op de 1500 meter vrije slag, daarnaast strandde ze in de series van de 800 meter vrije slag.
Nadat Peirsol zich in 2004 en 2005 niet had weten te kwalificeren voor een internationaal, keerde ze terug op internationaal niveau tijdens de Pan Pacific kampioenschappen zwemmen 2006 in Victoria. Op dit toernooi behaalde ze de zilveren medaille op de 1500 meter vrije slag en de bronzen medaille op de 800 meter vrije slag, op de 400 meter vrije slag werd ze uitgeschakeld in de series.
Op de wereldkampioenschappen zwemmen 2007 in Melbourne veroverde de Amerikaanse de bronzen medaille op de 800 meter vrije slag en eindigde ze als vijfde op de 1500 meter vrije slag.

## Internationale toernooien
| Jaar | Olympische Spelen | WK langebaan                           | WK kortebaan  | PanPacs                                                    |
| ---- | ----------------- | -------------------------------------- | ------------- | ---------------------------------------------------------- |
| 2002 |                   |                                        | geen deelname | serie 400m vrije slag · 800m vrije slag                    |
| 2003 |                   | 11e 800m vrije slag · 1500m vrije slag |               |                                                            |
| 2004 | geen deelname     |                                        | geen deelname |                                                            |
| 2005 |                   | geen deelname                          |               |                                                            |
| 2006 |                   |                                        | geen deelname | serie 400m vrije slag · 800m vrije slag · 1500m vrije slag |
| 2007 |                   | 800m vrije slag · 5e 1500m vrije slag  |               |                                                            |

## Persoonlijke records

### Langebaan
| Afstand          | Tijd     | Datum            | Plaats    |
| ---------------- | -------- | ---------------- | --------- |
| 0400m vrije slag | 04.06,31 | 1 augustus 2006  | Irvine    |
| 0800m vrije slag | 08.26,41 | 31 maart 2007    | Melbourne |
| 1500m vrije slag | 15.57,36 | 17 augustus 2006 | Victoria  |